# طبقة عضلية
الطبقة العضلية (باللاتينية: Tunica Muscularis) هي منطقة من العضلات في الكثير من أعضاء الثديات، عادةً ما تكون مقاربة من الطبقة تحت المخاطية. من أهم وظائفها هي أنها مسوؤلة عن الحركة الدودية في الأمعاء.

## التركيب
بالعادة تحتوي على نوعين من العضلات الملساء:
- داخلي و دائري
- خارجي و طويل
و لكن أحيانا تأتي بعض الإستثنائات مثل:
المعدة تحتوي على ثلاث طبقات في الطبقة العضلية:
في الجزء العلوي الخارجي من المريء، هنالك عضلات عظمية بدلا من العضلات الملساء.
في الأسهر من الحبل المنوي، هناك أيضا ثلاث طبقات بدلا من ثنتين و هم: داخلية طويلة، متوسطة دائرية، و خارجية طويلة.
في الحالب، العضلات الملساء تكون في الإتجاه المعاكس للسبيل المعدي المعوي، و تتكون من طبقة داخلية طويلة و خارجية دائرية.
في الطبقة الداخلية من العضلة الخارجية يتكون عاصرتين في مكانين من السبيل المعدي الموي، و هما:
عاصرة البواب في المعدة و العاصرة الشرجية الداخلية في القناة الشرجية.

## وصلات خارجية
- صور تشريحية:39:12-0302 في مركز داونستيت الطبي التابع لجامعة نيويورك - "Intestines and Pancreas: The Jejunum and the Ileum"
- Diagram[وصلة مكسورة] at Clarion University of Pennsylvania